# Адриано Миранда
Адриано Миранда де Карвальо (на португалски: Adriano Miranda de Carvalho}), по-популярен като Миранда, е бразилски футболист на Литекс Ловеч. Играе като офанзивен полузащитник и се изявява еднакво добре както в центъра, така и по десния фланг на атаката.

## Състезателна кариера
През 2006 г. Миранда участва в турнира „Копа до Жувентуде“, който се организира и провежда в родния му град Белем и има за цел да открива млади таланти. Младият Адриано като звездата на турнира получава предложение за професионален договор от местния отбор Клубе до Ремо с когото печели Кампеонато Паранаензе за 2008 година.
С фамозната си игра 18-годишният техничар впечатллява скаутите на Литекс и в началото на 2008 г. подписва договор с клуба от Ловеч. С „оранжевите“ Миранда заминава на подготовка в Дубай, където взима участие в две контроли. Старши треньорът по това време Миодраг Йешич се отказва от услугите му и младият „кариока“ е пратен под наем за една година в македонския Пелистер. На 26 април 2008 при гостуване на гранда ФК Вардар Миранда отбелязва хеттрик и постига първа победа за своя отбор в Скопие, след 8 години, с което се превръща в любимец на феновете от Битоля. Бразилецът е един от най-добрите състезатели на Пелистер с когото печели бронзовите медали. На 22 декември 2008 г. Миранда е обявен за най-добрия чужденец в македонското първенство за 2008 година. Треньорът на младежкия национален отбор на Македония Мирсад Йонуц го желае в състава си и уговаря младия бразилец да кандидатства за македонско гражданство , но до споразумение не се стига.
През зимата на 2009 старши треньора на Спартак (Варна) Драголюб Симонович използва добрите си взаимоотношения с ловчанлии и взима футболиста под наем до края на шампионата. На 8 март 2009 той прави своя дебют в А група в мач срещу Локомотив Мездра. В тази среща Миранда вкарва и първия си гол в България. Адриано бележи за „соколите“ и при победата над Локомотив Сф.. През юни 2009 Станимир Стоилов го връща в Литекс. Миранда е играч на Сливен и ще играе за отбора от града на 100-те войводи през пролетния дял на сезон 2009/2010.

## Успехи
- Кампеонато Паранаензе – 2007
- Най-добър чуждестранен футболист в Македония – 2008